# Hylaeus aborigensis
Hylaeus aborigensis (лат.) — вид одиночных пчёл рода Hylaeus из семейства Colletidae.

## Распространение
Япония, Сибирь и Дальний Восток России: Тува, Амурская область, Якутия, Магадан, Приморский край, Сахалин и Курильские острова.

## Описание
Мелкие одиночные почти неопушенные пчёлы, длина около 6 мм; тело в основном чёрного цвета с белым или жёлтым рисунком на голове, груди и ногах. Отличаются следующими признаками: голова спереди трапециевидная, снизу значительно суженная; вертекс выпуклый; мезонотум выпуклый; проподеум сетчато-морщинистый. Биология малоисследована. Предположительно, как и близкие виды, гнездятся в сухих ветвях, пыльцу переносят в зобике, так как не имеют специального пыльцесобирательного аппарата.